# Gymnasium Rock City

Gymnasium Rock City (Gyro) är en kommunal gymnasieskola, tidigare friskola, i Hultsfreds kommun grundad 2006 av föreningen Rockparty, forna arrangörerna bakom Hultsfredsfestivalen. Skolan köptes av Hultsfreds kommun under 2011 då Rockparty gick i konkurs och slogs samman med Hultsfreds gymnasium.
Skolan har två program, Musik & Event samt Musik & Media. Skolan har drygt 100 elever, vilka kommer från hela landet.
Till skillnad från Estetiska programmet på andra skolor, så behöver eleverna på Gyro inte vara musiker då utbildningarna fokuserar på att ge kunskap till alla yrken som omger musikerna. 
Gyro har under årens lopp inlett flera samarbeten med olika aktörer inom det som kallas musik- och mediebranschen. Återkommande är skarpa projekt med bland annat Siestafestivalen, P3 Guld  och Manifestgalan för att ge eleverna möjligheter att få inblick i sitt framtida arbetsliv samt det egna evenemanget Hultsfred Unplugged. 
Skolan har också instiftat stipendium. 2009 skickades genom detta två elever, en elev från Musik & Event och en från Musik & Media  till MySpaces Berlinkontor för praktik. Sedan 2010 omfattar stipendiet en månads vistelse och arbete på företaget Nomadic Wax i New York.